# لات ۱۷، جزیره پرنس ادوارد
لات ۱۷، جزیره پرنس ادوارد (به انگلیسی: Lot 17, Prince Edward Island) یک منطقهٔ مسکونی در کانادا است که در پرنس واقع شده‌است. لات ۱۷ ۵۱٫۶۳ کیلومتر مربع مساحت و ۵۶۳ نفر جمعیت دارد.